# Ленґенбахіт
Ленґенбахі́т (рос. ленгенбахит; англ. lengenbachite; нім. Lengenbachit m) — рідкісний мінерал, арсенова сульфосіль свинцю, срібла і міді. Описаний R.H.Solly в 1904 році. Названий на честь родовища Ленґенбах (Швейцарія), в якому вперше був знайдений.

## Опис
Хімічна формула: (Ag, Cu)2Pb6As4S13. Містить (%): Ag — 5,88; Cu — 2,48; Pb — 58,14; As — 14,01; S — 19,49.
Сингонія моноклінна. Форми виділення: тонкі пластинчасті, іноді волокнисті кристали. Великі грані поздовжньо заштриховані.
Спайність досконала, паралельна.
Густина 5,80—5,85. М'який.
Колір сталево-сірий, іноді з веселковою грою кольорів. Риса чорна.
Блиск металічний. Непрозорий.
Деформівний, гнучкий, але не еластичний. Здатність відбиття невисока. Мінерал анізотропний.

## Родовища
Зустрічається у гідротермальних родовищах разом з піритом та йорданітом.

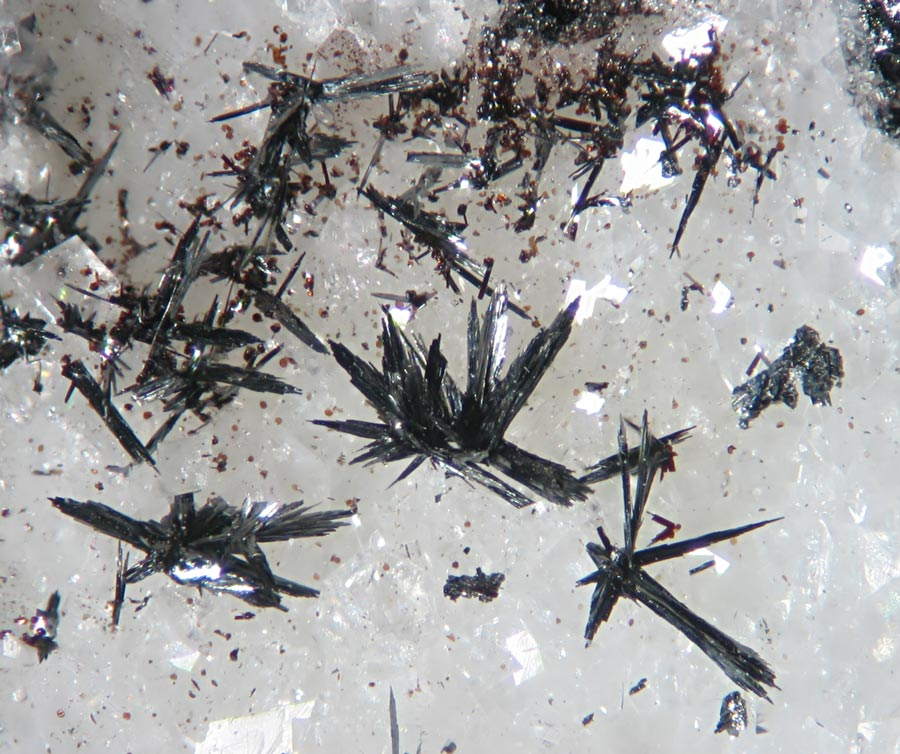
Кристали ленґенбахіту в доломиті
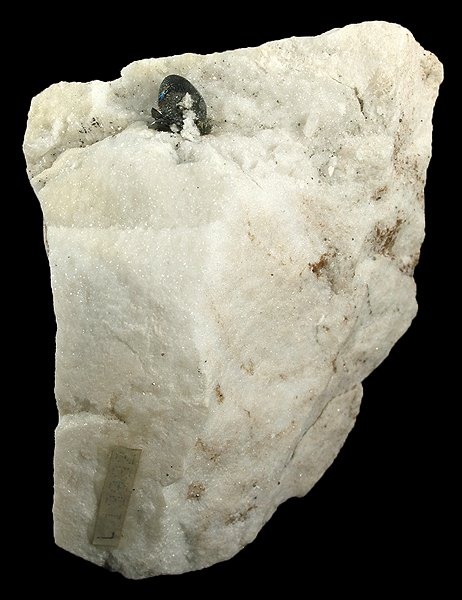
Ленґенбахіт з тенантитом
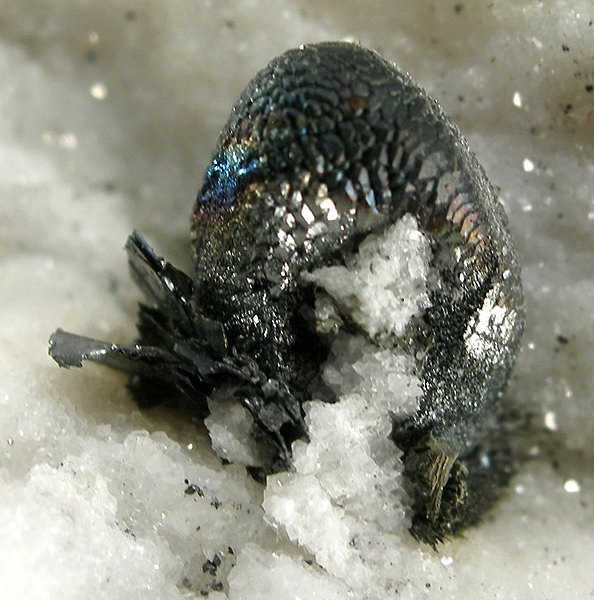
Райдужна плівка на поверхні ленґенбахіту